# Squalus formosus
Squalus formosus es un escualiforme de la familia Squalidae. Fue encontrado por accidente en un mercado de Taiwán por William T. White y un colega suyo de la Commonwealth Scientific and Industrial Research Organization en Hobart, Australia. Lo llamaron S. formosus al ser «Formosa» el antiguo nombre de Taiwán.